# Mary R. Calvert
Pour les articles homonymes, voir Calvert.
Ne doit pas être confondu avec Mary F. Calvert.
Mary Ross Calvert, née le 20 juin 1884 à Nashville (Tennessee, États-Unis) et morte le 25 juin 1974 dans la même ville, est une calculatrice astronomique et astrophotographe américaine.

## Biographie
En 1905, elle commence à travailler à l'observatoire Yerkes en tant qu'assistante et calculatrice de son oncle, l'astronome Edward Emerson Barnard (1857-1923), qui est également professeur d'astronomie à l'Université de Chicago et découvre l'étoile de Barnard.
En 1923, lors de la mort d'E. E. Barnard, elle est nommée conservatrice de la collection de plaques photographiques de Yerkes et assistante de haut niveau, ce qu'elle est jusqu'à sa retraite en 1946.
A Photographic Atlas of Selected Regions of the Milky Way (Atlas photographique de régions choisies de la Voie lactée), atlas réalisé par E. E. Barnard, est achevé après sa mort, en 1923, par Edwin B. Frost, directeur de l'Observatoire Yerkes, et Mary Calvert ; il est publié en deux volumes en 1927. Seulement 700 exemplaires sont imprimés, faisant des éditions originales un objet de collection. L'Astronomy Compendium le considère comme « un travail de pionnier ».
Elle est décédée à Nashville en 1974.

## Publications
- Atlas of the Northern Milky Way (avec Frank Elmore Ross), University of Chicago Press (1934)